# Corrent de Kamtxatka
El corrent de Kamtxatka és un corrent marí d'aigua freda, continuació del corrent del talús continental de Bering. Flueix cap al sud-oest des del mar de Bering, al llarg de la costa Pacífica de Sibèria i la península de Kamtxatka. Una porció d'aquest corrent llavors es converteix en el corrent de Oyashio en baixar per les illes Kurils mentre que la resta s'uneix al més càlid corrent del Pacífic Nord.
El corrent de Kamtxatka té com a punt més septentrional la latitud 62ºN i canvia de nom a Oyashio en la 49ºN.